# 达勒姆镇区 (阿肯色州华盛顿县)
达勒姆鎮區（英語：Durham Township）是位於美國阿肯色州華盛頓縣的一個行政鎮區。

## 地方資料
达勒姆鎮區的面積為68.96平方千米，當中陸地面積為68.53平方千米，而水域面積為0.43平方千米。根據2010年美國人口普查的數據，當地共有人口907人，而人口密度為每平方千米13.15人。